# Испанская марка
Испа́нская ма́рка (лат. Marca Hispanica) — область между Францией и владениями арабов в Испании, включавшая части территорий современных Каталонии, Наварры и Арагона, и простиравшаяся приблизительно до реки Эбро. Марка являлась военной границей каролингской империи в восточной части Пиренеев.

## История
После мусульманского завоевания Иберийского полуострова этой территорией управляли при помощи военных гарнизонов, установленных в Барселоне, Жироне и Лериде. В 778 году король франков Карл Великий вторгся в северо-восточную часть полуострова и завоевал её при поддержке коренного населения гор (при этом погиб Роланд, прославленный впоследствии знаменитой песней), но в 781 году эта территория была снова занята арабами. В 785 году франки отвоевали Жирону, а в 801 году армия под руководством графа Тулузы Гильома Желонского захватила Барселону. К 811 году территория, отвоеванная у арабов, стала Испанской маркой, составленной из графств, зависимых от каролингских монархов. Среди них наибольшую роль играло графство Барселона.
Изначально правители марки назначались из местной знати (как правило вестготского происхождения), но из-за стремления её к независимости Каролинги заменили их на графов франкского происхождения. Но, несмотря на это, зависимость каталонских графов от франкского государства ослабевала. Граф Гифред I Волосатый смог объединить в своих руках большую часть графств. После его смерти в 897 году его владения были разделены между сыновьями, но их ядро, в которое входили графства Барселона, Жирона и Вик, было неделимо, а графы Барселоны имели главенствующее положение в регионе. Вокруг этого ядра в будущем образовалась Каталония.

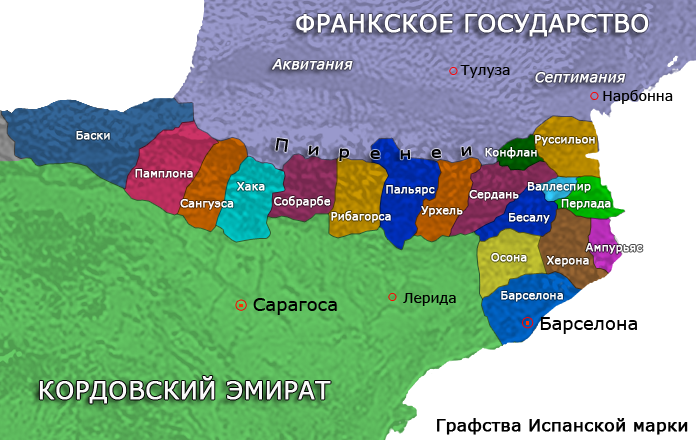
Карта графств бывшей Испанской марки

В течение X века графы Барселоны усилили свою политическую власть. А после смены династии на французском троне граф Боррель II в 988 году отказался приносить присягу новому королю — Гуго Капету. Каталония фактически стала независимой, но юридически это было подтверждено 11 мая 1258 года договором в Корбеле между королём Франции Людовиком IX Святым и королём Арагона и графом Барселоны Хайме I Завоевателем.

## Графства, возникшие на территории Испанской марки
- графство Барселона
- графство Берга
- графство Бесалу
- графство Сердань
- графство Конфлан
- графство Ампурьяс
- графство Жирона
- графство Манреса
- графство Осона
- графство Пальярс
- графство Рибагорса
- графство Руссильон
- графство Урхель